# Nieuw-Zeelandse kwartel
De Nieuw-Zeelandse kwartel (Coturnix novaezelandiae) is een uitgestorven vogel uit de familie fazantachtigen (Phasianidae). De wetenschappelijke naam van de soort is voor het eerst geldig gepubliceerd in 1832 door Quoy en Gaimard.

## Voorkomen
De soort was endemisch in Nieuw-Zeeland en is uitgestorven rond 1875.